# Melvius
Melvius è un genere estinto di pesci ossei attinotterigi appartenente alla famiglia degli Amiidae, vissuto durante il Cretaceo superiore nell'odierno Nord America. Include alcune tra le specie più grandi del gruppo, Melvius thomasi e Melvius chauliodous.

## Scoperta e classificazione
La specie tipo, Melvius thomasi, fu descritta da Bryant nel 1987 sulla base di resti disarticolati rinvenuti nella Formazione di Hell Creek, tra Montana e Wyoming. Una seconda specie, Melvius chauliodous, fu descritta da Hall e Wolburg nel 1989 nella Formazione di Kirtland, in Nuovo Messico. M. chauliodous è oggi considerata una delle specie guida dell’età detta Kirtlandiano.

## Morfologia
Entrambe le specie erano di grandi dimensioni per gli amiiformi. Melvius thomasi raggiungeva una lunghezza standard di circa 160 cm, con una lunghezza totale stimata tra 193 e 205 cm.Melvius chauliodous era ancora più imponente: alcuni suoi centri vertebrali addominali suggeriscono una lunghezza ben superiore ai 2 metri.

## Paleobiologia
Melvius abitava ambienti fluviali ed estuarini lungo il margine occidentale del Mare Interno Occidentale. I suoi resti sono stati ritrovati anche in Dakota del Sud, Utah, Texas e Nuovo Messico, suggerendo un’ampia distribuzione geografica.

## Osteologia e relazioni evolutive
Un cranio eccezionalmente conservato di M. chauliodous ha permesso di identificare caratteristiche inedite del genere, tra cui la presenza di raggi dermopterotici e raggi parietali, prima conosciuti solo nei Calamopleurini come Calamopleurus.
Questi elementi osteologici hanno portato a riconsiderare la classificazione filogenetica del genere. Sebbene precedentemente assegnato alla tribù Vidalamiini, Melvius presenta anche tratti comuni con i Calamopleurini, suggerendo che la distinzione tra le due tribù all'interno dei Vidalamiinae possa non essere fondata.